# آدبلوك بلس

شعار آدبلوك بلس

آدبلوك بلس (بالإنجليزية: Adblock Plus واختصاره: ABP) هي إضافة لموزيلا فايرفوكس وجوجل كروم وآبل سافاري والعديد من المتصفحات والبرامج الأخرى، هدفها الأساسي هو منع ظهور الإعلانات.

## كيف يعمل
يستطيع آدبلوك بلس أن يحجب HTTP، والجافا سكريبت، والفلاش.

## المُرشِّحات
يعمل آدبلوك بلس بالمُرشِّحات (Filters) التي تقوم بحجب العنصر المطلوب من الصفحة، ويمتلك القدرة على استخدام اشتراكات المُرشِّحات (Filter Subscriptions) التي تُحَدَّثُ تلقائيًا، وقائمة من الاشتراكات المعروفة في آدبلوك بلس موجودة في الموقع الرسمي لآدبلوك بلس.
- (EasyList) هي أشهر قوائم فلترات لآدبلوك بلس لحذف الإعلانات من المواقع الإنجليزية؛
- (Fanboy's list) هي ثاني أشهر قائمة فلترات لآدبلوك بلس؛
- (Liste FR) القائمة الفرنسية لحذف الإعلانات من المواقع الفرنسية؛
- (Liste AR) القائمة العربية لحذف الإعلانات من المواقع العربية.

## مساعد إخفاء العناصر لآدبلوك بلس
مساعد إخفاء العناصر (Element Hiding Helper) هي إضافة مساعدة لآدبلوك بلس للفايرفوكس، صممت لجعل تصميم مُرشِّحات إخفاء العناصر أسهل، يستطيع مستخدمها بسهولة اختيار العنصر الذي يريد إخفاءه فيُضاف العنصر إلى قائمة العناصر المخفية.
مساعد إخفاء العناصر لا يحجبُ العنصر مثل آدبلوك بلس بل يقوم بإخفائه فقط، مما يعني أن العنصر يُحَمَّلُ لكنه لا يظهر في الصّفحة.

## وصلات خارجية
- الصفحة الرسمية لآدبلوك بلس
- قائمة الاشتراكات
- آدبلوك بلس للفايرفوكس
- آدبلوك بلس لجوجل كروم

آدبلوك بلس على موقع Open Hub (الإنجليزية)